# Релігійне життя на Донеччині

## Загальна ситуація
На території Донецької області станом на 1 січня 2006 року з правом юридичної особи діяло 1367 релігійних організацій, а саме: 1308 релігійних громад, 18 релігійних центрів і управлінь, 9 монастирів, 1 лавра, 20 місій, 1 братство, 10 вищих духовних навчальних закладів. У 2005 році зростання релігійної мережі відбулося на 43 юридичні особи. Це є на рівні 2004 року, але значно менше в порівнянні з попередніми роками (у 1991 році діяло 216 релігійних громад, у 1992 р. зареєстровано 49 громад, у 1993 р. — 40, у 1994 р. — 59, у 1995 р. — 59, у 1996 р. — 86, у 1997 р. — 96, у 1998 р. — 85, у 1999 р. — 120, у 2000 р. — 160, у 2001 р. — 115, у 2002 р. — 79, у 2003 р. — 61). При цьому ускладнення релігійної мережі на Донеччині продовжує зростати, релігійна карта області дуже строката — 49 конфесійних напрямків: 95,7 % всіх релігійних організацій області складають християнські конфесії. В області також діють 22 мусульманських, 18 юдейських.
У Донецькій області офіційно зареєстровано 9 монастирів (6 — УПЦ МП, 2 - УГКЦ, 1- ПЦУ, 1 — буддійський) та 1 лавра (УПЦ МП). Святогірська Свято-Успенська Лавра живе повнокровним життям і продовжує освоювати приміщення, які за сприяння облдержадміністрації були повернуті у 2003—2004 роках. Ведеться робота по відродженню споруд, які були зруйновані під час Німецько-радянської війни. На горі збудований новий дерев'яний скит та встановлено великий поклінний Хрест. Ця давня обитель є однією з головних святинь Донеччини, яка веде широку духовно-просвітницьку, соціальну та благодійну діяльність, а також є центром духовного життя Донбасу та сходу України.
З 1997 року у місті Макіївці діє жіночий монастир на честь чудотворного образа Касперовської ікони Божої Матері. Намісниця Свято-Касперовської обителі схимомонахиня Марія. Зараз в монастирі 60 послушниць. В основному це молоді дівчата від 14 до 20 років. Вже освоєно передані приміщення, відкрився домовий храм Касперовської Божої Матері, завершено перебудову корпусів, де знаходяться ще два храми — на честь Іоанна Богослова та Іоанна Предтечі, а за зовнішньої огорожею — храм Смоленської ікони Божої Матері Одигитрії. Цьому храму вже 110 років, але зараз він оновлений і є копією знаменитого константинопільського храму. При монастирі діє школа з підготовки регентів.
У селі Сергіївка Слов'янського району діє жіночій монастир на честь Сергія Радонезького (Горлівська єпархія УПЦ). В обителі є два храми — Преподобного Сергія Радонезького та Мученика Віктора, а також келійний корпус та трапезна. За три роки існування монастиря в обителі проживають 30 насельниць. У 2004 році рішенням Священного Синоду УПЦ старша сестра Свято-Сергіївського монастиря монахиня Феодосія (Мельникова) Високопреосвященнєйшим митрополитом Іраліоном була возведена в сан ігумені. Монастир у стадії становлення та розвитку.
У селі Микільське продовжують свою діяльність Свято-Василівський та Свято-Миколаївський монастирі. Тут є Будинок милосердя, де мешкають понад 100 осіб похилого віку. З вересня 2005 року при Свято-Василівському монастирі розпочала свою діяльність духовна школа для юнаків, які бажають присвятити себе монастирському життю. У м. Донецьку діє жіночій монастир на честь Іверської ікони Божої Матері.
Діяльність монастирів УПЦ впливає на загальну релігійну ситуацію області. У них відбувається повноцінне життя, це є прикладом відродження православ'я на Донеччині.
Зареєстрований у 2001 році Успенський Святогірський чоловічий монастир (м. Слов'янськ) Донецько-Луганської єпархії УПЦ-КП не діє. Крім того, зареєстровані УПЦ-КП у 2001 році дві релігійні парафії як монастирі — Святителя Ігнатія Маріупольського, с. Кам'янка Тельманівського району та Святої Троїці грецького православного жіночого монастиря с. Андріївка Тельманівського району — свою діяльність досі не розпочали.
З двох монастирів УГКЦ у 2005 р. роботу розпочав монастир у с. Званівка Артемівського району (настоятель ієромонах о. Софрон (Попадюк)). Монастир УГКЦ міста Донецька не діє, але в м. Донецьку продовжують свою діяльність 4 чорниці — сестри-служебниці з Бразилії, які проводять досить активну катехизацію.
На Донеччині діють 20 релігійних місій (у 2004 р. — 19). Всі вони протестантських конфесій (ЄХБ, ХВЄ, церкви Повного Євангелія, Церква Христова, Божої Церкви ХВЄ та Асоціації незалежних церков ЄХБ). Дуже активно євангелізаційною та доброчинною діяльністю займаються місії: «Ковчег» (ЄХБ м. Макіївка), «Дорога до серця» (ЄХБ м. Харцизьк), «Ковчег» (ХВЄ м. Слов'янськ), «Можливість» (ХВЄ м. Маріуполь), «Розділи з голодним хліб твій» (Церква Повного Євангелія м. Макіївка), «Місто-Сховище» (ХВЄ м. Донецьк), місія «Синій Хрест» (ЄХБ м. Макіївка) та християнська доброчинна місія «Євангелія для України» при духовному центрі співробітництва незалежних релігійних громад Церкви Христової «Благовіст». Останні 3-4 роки не діють такі місії: «Ріки води живої» (Церква Повного Євангелія, м. Краматорськ), «Медична асоціація» (ЄХБ м. Донецьк), про що вже неодноразово повідомлялось. Діяльність місій не дуже впливає на загальну ситуацію на Донеччині і є лише допоміжною для релігійних центрів, управлінь та громад.
Єдине в області Спасо-Преображенське православне братство ПЦУ, керівником якого продовжує перебувати архієпископ Донецький і Маріупольський Юрій з моменту реєстрації (1995 р.), так і не розпочало свою практичну діяльність, але досить активно продовжує роботу по відсудженню приміщення колишньої школи. На цей час справа розглядається у господарському суді.
Переважна більшість служителів є громадянами України. На території області у 2005 році постійно проводили своє служіння 18 служителів культу із-за кордону (4 ксьондза РКЦ з Польщі, 8 рабинів з Ізраїлю, 2 пастора ХВЄ з Бразилії, 1 пастор ХВЄ з Гани, 2 імама з Туреччини, 1 президент місії ЦІХСОД з США).
На території Донеччини зареєстровано з правами юридичної особи 10 вищих духовних навчальних закладів, таких конфесій:
- ЄХБ — 2 (Донецький християнський університет, теологічна семінарія)
- Церква Повного Євангелія — 3 (Біблійні інститути)
- Церкви Христової — 2 (Біблійні інститути)
- Юдеї — 1 (Єшива)

У 2005 році духовні навчальні заклади продовжували працювати у звичайному ритмі. Якщо у 1998 році фактично діяло лише 2 (Донецький християнський університет та Біблійний інститут «Слово життя»), у 1999—2001 роках — 7, то у 2003—2005 роках активно працювало вже 8.
З 1995/96 навчального року зареєстровані, але не діють Біблійні інститути «Рема», м. Маріуполь; «Христос для України». м. Краматорськ.
Для богослужбової діяльності переважна більшість релігійних організацій забезпечена приміщеннями. Але треба відзначити, що на Донеччині це здебільшого пристосовані приміщення (886 приміщень пристосовані під молитовні, з яких орендованих — 570). За період 1992/2005 років на Донеччині було збудовано 148 культових споруд. У стадії будівництва знаходяться ще 69.
Після прийняття Закону України «Про свободу совісті та релігійні організації» органи виконавчої влади та місцевого самоврядування активно включилися в процес розв'язання церковно-майнових проблем. У 1992 році відділом у справах релігій було підготовлено рішення виконкому Донецької облради від 12.02.92 № 29/1 «Про передачу культових споруд та майна, яке перебуває на балансі місцевих рад Донецької області, релігійним громадам». Відповідно до цього рішення впродовж 1992—2005 рр. було повернуто у власність або передано у користування практично всі культові споруди (понад 407).
Крім того, місцеві органи виконавчої влади, керівники підприємств різних форм власності, громадські організації брали активну участь у відбудові, реконструкції чи зведенні нових храмів. У 2005 р. будуються 24 храми УПЦ. На Донеччині відроджено лиття дзвонів.
Підприємство ТОВ «Корнер-М» м. Донецька виробляє дзвонниці і дзвони з іконами, які звучать не тільки у Донецькій області, а й в Одеській, Харківській областях та Вифліємі. Ці дзвони отримали диплом на виставці у м. Києві. Студія СП «Дизайн» м. Донецька займається реставрацією храмів, ікон та позолотою куполів. У 2005 році на Донецькому металургійному заводі продовжується лиття дзвонів, один з яких 7-тоний, є головним дзвоном у Києво-Печерській лаврі.

## Процеси у релігійному середовищі
У 2005 році релігійна ситуація в Донецькій області була на загал спокійною — не зафіксовано фактів грубого порушення вимог чинного законодавства на релігійному ґрунті, і практично не було проявів міжконфесійного протистояння або втручання представників різних релігійних конфесій у справи інших релігійних течій чи держави. В цілому майже всі основні релігійні об'єднання та їх лідери активно співпрацюють у цьому напрямку, мають постійні контакти, проводять спільні заходи тощо. На громадських засадах при облдержадміністрації було створено Раду керівників релігійних організацій, це позитивно впливає на загальну релігійну ситуацію в Донецькій області, а також на процеси, що відбуваються в релігійному середовищі. Релігійне життя в цьому регіоні відрізняється в цілому стабільністю, мирним існуванням різних конфесій. В останній час спостерігається ріст релігійних настроїв серед молоді та осіб активного працездатного віку. Високою є частка громадян, що декларують свою релігійність, але не входять до релігійних організацій, а також громадян, які належать до певного віросповідання, але мають поверхове уявлення про його догматику та обрядову сторону. Сучасна релігійна ситуація на Донеччині має певні загальноукраїнські риси, а саме:
— продовжується процес суспільної реабілітації релігій;
— посилюється роль релігій та церкви в усіх сферах суспільного буття;
— формується у громадській думці позитивне ставлення до релігійного феномена як важливої складової духовної культури;
— певна поляризація суспільства за конфесійною приналежністю;
— є спалахи міжконфесійного протистояння та прояви нетерпимості на релігійному ґрунті.
Найстрокатішою щодо конфесійних напрямків є картина у таких містах, як Бахмут, Горлівка, Донецьк, Костянтинівка, Краматорськ, Макіївка, Маріуполь, Слов'янськ, у Волноваському, Мар'їнському та Старобешівскому районах. На території Донецької області наймасовішою конфесією є Православна церква. Вона представлена на Донеччині 505 релігійними організаціями Української православної церкви (Донецько-Маріупольська та Горлівсько-Слов'янська єпархії), 86 релігійними організаціями Української православної церкви Київського Патріархату (Донецько-Маріупольська єпархія), Українською автокефальною православною церквою (3 громади належать до Харківської єпархії УАПЦ).
УПЦ надалі залишається найбільш авторитетною і впливовою силою, дві єпархії якої (Донецьку і Горлівську) очолює з 1997 року митрополит Донецький і Маріупольський Іларіон (Шукало Р. В.). Продовжується ріст кількості парафій цієї церкви (у 2005 р. їхня кількість збільшилась на 19 одиниць, або на 44,2 % від усіх зареєстрованих громад за 2005 р.). У порівнянні з 1996 р. кількість зареєстрованих громад збільшилось в 3 рази, а у 2004 році було зареєстровано 17 громад.
Митрополит Донецький та Маріупольський Іларіон активно бере участь не тільки в церковних, але й у громадських заходах (IV Фестиваль слов'янської культури та писемності, Перший дитячий фестиваль «Пасха красная», виставки художньої творчості: «Мистецтво-Храму», «Пасхальний вернісаж», «Страдавшему и воскресшему Христу», Всеукраїнська виставка «Православна Україна»; зустрічі у православній вітальні «Неугасимая лампада», в якій брали участь понад 60 художників, театральних діячів, письменники, журналісти, студенти та священнослужителі).
За останні роки майже у всіх великих містах області були збудовані невеликі типові храми. Це дало можливість віруючим відправляти свої релігійні потреби.
Крім цього майже усі православні парафії здійснюють благодійну діяльність у вигляді надання безкоштовного харчування для малозабезпечених верств населення, проводять душпастирську роботу у військових частинах, лікарнях, у будинках для престарілих громадян та в'язницях. Одним з найпріоритетніших напрямків соціальної діяльності Донецької єпархії УПЦ є робота з молоддю, яка реалізується завдяки розвинутій діяльності духовних центрів у Горлівці, Донецьку, Красноармійську, Маріуполі, Макіївці, Краматорську та інш. У 1970-80 роки до храмів приходили в основному літні жінки. Зараз майже третину складають чоловіки, 20 % — молодь. Середній вік парафіян — 40-45 років. На Донеччині недільні школи є майже у кожній парафії. В Донецькій єпархії видається журнал для дітей «Радость моя», журнал «Живой родник» та газета «Донбас Православний». У серпні 300 дітей побували в таборі на березі Азовського моря. Там проводились ранкові та вечірні молитви, відбувалися богослужіння, паломницькі поїздки.
Донецько-Маріупольську єпархію УПЦ-КП з травня 1999 року очолює молодий архієпископ Юрій (Юрчик Ю. Ю.), один із засновників у свій час перших парафій УПЦ-КП на Донеччині. У 2005 році зареєстровано 3 нових громади УПЦ-КП, це 6,9 % від всіх зареєстрованих у звітному році. Архієпископ Юрій є також засновником англіканської єпископальної церкви та релігійної громади незалежної православної церкви. Стосовно УПЦ-КП треба відмітити, що із зареєстрованих 83 парафій повноцінно діють тільки 30 %. Протягом останніх 5 років міжконфесійних незгод між УПЦ та УПЦ-КП на території області не зафіксовано. Але архієпископ Юрій у своєму відкритому листі до Президента України та Верховної Ради від 2 листопада 2005 р. звинуватив колишнє керівництво області у втручанні у справи Церкви. За поточний рік до прокуратури Донецької області неодноразово звертався священнослужитель релігійної громади Блаженої Ксенії УПЦ-КП о. Андрій Волощенко з питаннями оформлення оренди на приміщення, яке громада використовує для своїх богослужінь та з заявою про міжконфесійну ворожнечу з боку настоятеля Свято-Покровського храму УПЦ. Громади УПЦ-КП також беруть участь у заходах, які проводять релігійні громади області. Це участь у різдвяних концертах, у публічних богослужіннях, в яких брали участь представники різних конфесій. Церква підтримує міжнародні зв'язки з українською православною діаспорою Америки та Англії.
Дві основні гілки православ'я на Донеччині — УПЦ та УПЦ-КП — виконують певні функції у суспільстві та відіграють відповідну роль, вступають у різні відносини з іншими елементами суспільства та з державними органами, мають свої певні інтереси та позиції щодо тих чи інших сфер суспільного життя. Перш за все це чисто релігійні функції, пов'язані із задоволенням релігійних потреб громадян. Після 70-річного панування державного атеїзму, розповсюдження православних цінностей у суспільстві має величезне суспільне значення, сприяє духовному, моральному та культурному оздоровленню суспільства. Аналіз змін у релігійній мережі області, починаючи з 1988 року і до сьогодні показує, що активне зростання кількості православних громад починається з 1989 року. Це підтверджується статистичними даними щодо змін у релігійній мережі Донецької області. Так, у 1988 році з правом юридичної особи діяли 89 православних громад УПЦ, у 1989 −101, у 1990 — 133, у 1991 — 145, у 1992 — 153, у 1993 — 160, у 1994 — 172, у 1995 — 189, у 1996 — 214, у 1997 — 257, у 1998 — 301, у 1999 — 353, у 2000 — 389, у 2001 — 412, у 2002 — 448, у 2003 — 461, 2004 — 478, у 2005—497.
У 1993 році на Донеччині діяли дві громади УПЦ-КП, кількість яких поступово зросла до 83 у 2005 році.
Мінімального впливу на релігійну ситуацію в області не мають Римо-католицької церкви. Кількість зареєстрованих громад РКЦ у 2005 році не змінилась, а саме 10 релігійних громад (Донецьк, Макіївка, Маріуполь, Горлівка, Бахмут, Покровськ та Єнакієве). Польська діаспора Донеччини та українці, які сповідують католицизм, повністю задовольняють свої духовні потреби.
На чолі з єпископом Донецько-Харківського екзархату Степаном Меньком продовжують свою діяльність громади УГКЦ. Вони проводять благодійну та душпастирську роботу. Надається грошова допомога дітям-сиротам, батьки яких загинули у шахтах; працюють безкоштовні їдальні на територіях храмів; для оздоровлення дітей було організовано 2 літні табори у Приазов'ї та Карпатах; створений благодійний фонд «Карітас-Донецьк», метою якого є надання медико-соціальних послуг інфікованим дітям. Керівництво УГКЦ підтримує міжнародні зв'язки з релігійними громадами Німеччини, Італії, Бразилії.
Діяльність громад ЄХБ та пресвітерської ради об'єднання церков ЄХБ у 2005 р. була неактивною. У 2005 році, як і у 2004, не було зареєстровано нових громад ЄХБ (у 2000 р. — 27 %, у 2001 — 6,9 % у 2002 р. — 4,7 % у 2003 — 3,8 %) від усіх зареєстрованих громад області. Продовжується євангелізаційна та церковна робота, яку проводить голова об'єднання, найстаріший старший пресвітер Карпенко С. Ф., який обіймає цю посаду з 1974 року, та заступник старшого пресвітера і його син Карпенко Сергій Степанович. Останній водночас є президентом місії ЄХБ «Ковчег» та пастором громади ЄХБ, очолює Східно-Українську баптиську теологічну семінарію. Релігійні громади ЄХБ беруть активну участь в соціальній та благодійній діяльності серед населення.
Нових тенденцій в діяльності громад ХВЄП у 2005 році не було. Продовжується активність у контактах з одновірцями з-за кордону, а також більше конструктивізму з'являється в контактах з іншими християнськими конфесіями. Аналогічні процеси відбуваються в споріднених з ХВЄП рухами — в Церкві Божій та Божої Церкви в Україні. В протестантських церквах цих напрямків ведеться робота по створенню реабілітаційних центрів, оздоровчих таборів, молодіжних клубів та притулків для сиріт.
У діяльності церков Повного Євангелія і, особливо тих, які належать до Української Християнської Євангельської церкви (на чолі з архієпископом Л. М. Падуном) не зафіксовано нових тенденцій. Продовжується проведення гучних духовних заходів в палацах культури, спорту, на стадіонах і парках. Продовжують діяти Біблійний інститут та приватна освітня школа, яка була відкрита у 2003 р. Кількість зареєстрованих громад у 2005 році в порівнянні з 2004 роком збільшилась на 4. Альтернатива цьому рухові серед інших новітніх течій — церква Повного Євангелія «Рема» (м. Макіївка), що належить до Об'єднання незалежних харизматичних християнських церков України Повного Євангелія та церква Духовного центру «Нове покоління» (м. Торез), який поглинув залишки зниклої організації — Духовно-просвітницькій центр «Світло світу».
Зберігається рівень активності членів громад Свідків Єгови. Вони регулярно проводять свої конгреси у містах Донецьк, Горлівка, Краматорськ, Артемівськ, в яких беруть участь віруючі Донецької і Луганської областей та служителі з м. Львова. Але активність реєстрації у звітному році значно зменшилась, якщо у 2001 вони вийшли на 1 місце (за 2001 рік було зареєстровано 24 нових громади), то у 2005 році зареєстровано лише 2 громади.
Знизилась активність зростання кількості громад Церкви Христової — у 2005 р. на 1 одиницю та 1 громада знята з реєстрації за ініціативою віруючих (у 2002 році зареєстровано — 57, у 2003 році — 59). У 2005 р. продовжується діяльність 2-х Біблійних інститутів (Український Біблійний інститут при Християнському центрі незалежних Церков Христових в Україні та Біблійний інститут «Благовіст» при Духовному центрі співробітництва незалежних громад Церкви Христової в Україні). Значна активність простежується у діяльності доброчинних християнських місій «Євангеліє для України» та «Надія Єремії» при духовному центрі співробітництва незалежних релігійних громад Церкви Христової в Україні «Благовіст».
Ніяких нових тенденцій не зафіксовано в роботі німецької євангелічно-лютеранської церков. Їх діяльність не дуже впливає в цілому на релігійну ситуацію і ніякого особливого занепокоєння не викликає.
Майже усі нацменшини, які проживають в області задоволені в своїх релігійних потребах. Активізували діяльність громади юдеїв, які увійшли в Регіональне Духовне об'єднання юдейських громад Донбасу на чолі з головним рабином Донбасу Іцхаком Пінхасом Вишецьким. Наслідком цієї активізації є робота юдейської духовної семінарії — Єшива «Томхей Тмімін» — Любавіч (ректор Келерман Юрій Єфимович). Зростає активність мусульманських громад. Станом на 1 січня 2006 року на території Донеччини діють з правом юридичної особи 22 мусульманські організації, з яких 3 незалежних. Зараз у Духовний центр мусульман України (ДЦМУ) входить 24 мусульманські громади в Україні (9 з них функціонує на території Донецької області, тобто 35 % від загальної кількості). ДЦМУ контролює діяльність 53 % релігійних громад мусульман регіону (9 громад з 17 зареєстрованих), а інші громади (43 % — 8 громад) розподілені на тих, хто входить до Духовного управління мусульман України (ДУМУ) (м. Київ) — 7 громад та тих, хто займає незалежну позицію (1 громада «Нур Аллах», м. Макіївка) і знаходиться в пошуку тісніших контактів з Духовним управлінням мусульман Європейської частини Російської Федерації (м. Уфа). Громади ДУМУ діють у Донецьку, Слов'янську, Артемівську, Артемівському районі тощо. Етнічно це, здебільшого, не тільки поволзькі татари, а й турки-месхетинці, які масово емігрували у Донецьку область з Узбекистану наприкінці 80-х — початку 90-х років XX століття внаслідок етнічних конфліктів. Турки-месхетинці оселилися компактно у Слов'янському і Артемівському районах Донецької області і зразу ж розпочали своє активне релігійне життя. Певна напруга, що постійно виникає у них з керівництвом ДУМУ підштовхує їх до ідеї створення самостійного духовного центру. Консультації і переговори з цього приводу вже ведуться за участю ісламських організацій Туреччини.